# 中尾巴美
中尾 巴美（なかお ともみ、1981年11月27日 - ）は、日本の元女子バレーボール選手。

## 来歴
宮崎県都城市出身。小学校5年生よりバレーボールを始める。都城西中時代に宮崎県選抜に選ばれる。延岡学園高校を経て、第一幼児教育短大では同期の有田佳織らと共にインカレ準優勝を経験した。
2002年、上尾メディックスに入部。主将としてチームを牽引し、2008年、2007-08チャレンジリーグにおいて日本人トップのアタック決定率46.9％を記録した。同年9月、第1回アジアカップ女子大会の全日本代表メンバー に選出された。
2009年7月、現役引退。

## 球歴
- 全日本代表 - 2008年

## 所属チーム
- 都城西中
- 延岡学園高等学校
- 第一幼児教育短期大学
- 上尾メディックス（2002-2009年）